# Sensor de distância
O sensor de distância, é um tipo de sensor que mede a distância entre um ponto de referência e um objeto desejado. Diversas tecnologias podem ser utilizadas para estimar distâncias. Estas, são escolhidas de acordo com sua aplicabilidade e precisão desejada. 

## Aplicações

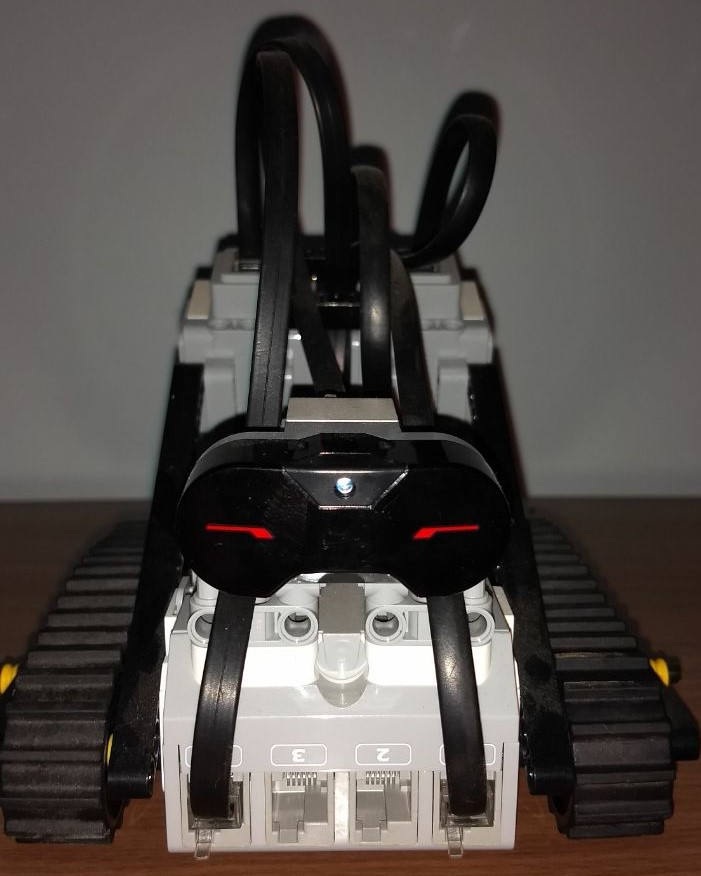
Sensores Ultrassônicos aplicados no campo da robótica

Os sensores de distância podem ser utilizados para medir as dimensões de um objeto, auxiliando na apuração de possíveis falhas dos produtos, além de permitir o controle de posicionamento. São aplicados, por exemplo, em automóveis, visando maior segurança durante as manobras de estacionamento e também para controlar automaticamente a distância entre outro veículo ou um pedestre no trânsito do dia a dia. Os carros autônomos, por exemplo, utilizam vários sensores de distância para a detecção de qualquer obstáculo. Além dos carros, esses sensores têm vasta aplicação em robôs, a fim de vistoriar o ambiente em que estão inseridos e evitar choques e quedas, e assim utilizados por estudantes na confecção de robôs de batalha para competições no campo da robótica, a fim de detectar o adversário e agir conforme as regras da competição. Na indústria, sua aplicação é intensiva e atendendo aos mais diversos fins.

## Tipos de determinação da distância

### Triangulação
Utilizando sensores ópticos, são emitidos raios de luz, que ao serem refletidos pelo objeto que se deseja medir a distância são detectados por um receptor. Tal receptor, por sua vez, identifica a posição do raio refletido. Assim, conhecendo também a posição do emissor é possível calcular a que distância está o objeto por meio de cálculos geométricos.

### Técnica de ultrassom
Esse método de determinação da distância de um objeto baseia-se no intervalo de tempo entre a emissão do sinal ultrassônico pelo emissor e o retorno do sinal refletido pelo objeto. Como a velocidade do som é conhecida, pode-se, então, calcular a distância do objeto a partir desse intervalo de tempo. A técnica de ultrassom é utilizada pelos morcegos para detecção de obstáculos.

### Tempo de voo por luz
Método utilizado em equipamentos modernos de pesquisa que consiste na emissão de um pulso de luz que é retornado por um refletor. O tempo que o pulso demora para retornar é proporcional a distância do objeto. Ao fazer essa relação considerando a densidade atmosférica, é possível determinar essa distância.

### Visão estéreo
A visão estéreo pode ser considerada um método passivo de determinação da distância de objetos, pois não emite sinais, apenas recebe informações do meio analisado.
Nesse método, são utilizadas duas câmeras com posições e parâmetros conhecidos, que captam imagens em perspectivas diferentes. Obtendo as coordenadas (x,y) da posição do ponto desejado nas imagens de ambas as câmeras, pelo cálculo simples de semelhança de triângulos é possível estimar a distância do objeto.

### Outros
Além dos tipos especificados acima, existem ainda outros métodos para se determinar a distância de um objeto. Dentre eles, tem-se uma técnica utilizada muitas vezes em câmeras, que consiste em focalizar um objeto permitindo calcular a distância ótica entre o sensor e o ponto onde os raios de luz convergem para formar uma imagem nítida; a técnica de tempo de voo já explicitada que pode ser executada também a partir de pulsos eletromagnéticos, analisando de forma semelhante o tempo de retorno do pulso; e a determinação da distância através do ângulo de fase da luz emitida por um objeto.

## Tipos de sensores

### Ultrassônico
Esse sensor é muito útil na detecção de objetos a certa distância, desde que não sejam muito pequenos e consigam refletir a radiação. Funciona com um oscilador que emite ondas ultrassônicas (cerca de 42kHz) com comprimento de onda de alguns centímetros, permitindo detectar objetos relativamente pequenos. As ondas refletidas pelo objeto são captadas pelo sensor, fornecendo um sinal que pode ser processado para trazer informações sobre o objeto refletido. O sensor também pode funcionar com o emissor e receptor em locais separados, detectando a prese3nça de peças que bloqueiem as ondas ultrassônicas entre o emissor e o receptor.

### Indutivo
Os sensores indutivos são emissores de sinal que detectam, sem contato direto, elementos metálicos que atravessam o seu campo magnético, convertendo-o em um sinal elétrico inteligível. Esses sensores consistem basicamente numa bobina em torno de um núcleo. As características da bobina se alteram na presença de objetos com propriedades magnéticas, como ímãs, materiais ferrosos e materiais diamagnéticos, que interferem no campo magnético gerado por um oscilador conectado à bobina. Essa variação é detectada a uma distância pré-determinada, acionando o sensor. Destacam-se as seguintes características dos sensores indutivos: não necessitam de energia mecânica para operar, atuam por aproximação sem contato físico, funcionam com alta velocidade de comutação e são imunes a vibrações e choques mecânicos.

### Capacitivo
Os sensores capacitivos são projetados para operar gerando um campo eletrostático e detectando mudanças nesse campo, que ocorrem quando um alvo se aproxima da face ativa. As partes internas do sensor consistem em uma ponta capacitiva, um oscilador, um retificador de sinal, um circuito de filtragem e um circuito de saída. Na ausência de um alvo, em um sensor capacitivo digital, o oscilador está inativo. Quando o alvo se aproxima, a capacitância do circuito é modificada e, ao atingir um valor determinado, ativa o oscilador que ativa o circuito de saída, comutando seu estado. Partindo do mesmo princípio, que a capacitância de um capacitor (sensor) depende da distância entre duas placas, do material dessas placas e do dielétrico entre elas, temos o sensor capacitivo analógico, onde se uma das placas for móvel, podemos associar à sua posição um valor.

### Infravermelho
O sensor infraverelho é conhecido por trabalhar de forma muito rápida, já que ele funciona com a ação da luz infravermelha. Eles oferecem uma gama de vantagens tais como baixo custo, tamanho reduzido e baixo consumo de energia. Os sensores IR operam com o princípio de emissão e recepção de luz, ou seja, o emissor (diodo de luz infravermelha) emite luz que, ao ser refletida por objetos, é captada pelo receptor. O receptor contém um elemento optoeletrônico que detecta a luz refletida e converte a intensidade de luz em uma tensão elétrica. Entretanto, a intensidade da resposta convertida pelo receptor não tem um comportamento linear e depende das propriedades de refletância do objeto. Deste modo, medidas baseada na intensidade da luz infravermelho refletida podem ser bastante imprecisas. O ToF (Time of Flight) é o tempo que leva para a onda ou luz ser emitida pelo emissor, refletida por alguma superfície e captada pelo receptor. Para o sensor US, a onda na velocidade do som (aproximadamente 340 m/s) causa um tempo de resposta longo (35 ms para reflexão com 6 m de distância). Dito isso, o tempo de resposta do sensor IR é bem menor, e somado ao seu baixo custo, o estudo do sensor IR para aplicações onde se necessitam identificação da geometria de uma superfície pode trazer benefícios fantásticos e merece ser feito.